# محمد ضيف الله شرار
محمد ضيف الله شرار (25 مايو 1948) درس الحقوق في جامعة الكويت سنه 1977 وتقلد العديد من المناصب الحكومية، من سنه 1996 إلى 2006 اختير نائبا لرئيس مجلس الوزراء ووزير دولة لشوؤن مجلس الوزراء ووزير دولة لشوؤن مجلس الامة. يعمل حاليا مستشارا في الديوان الأميري.

## المؤهلات العلمية والخبرات العملية
- ليسانس حقوق جامعة الكويت 1977
- عمل محامي دولة في إدارة الفتوى والتشريع
- اختير عضوا في لجنة المناقصات المركزية
- اختير محكما في مشروع مجمع الأوقاف
- عمل مديرا للشوؤن القانونية في بيت التمويل الكويتي

ثم مستشارا لمجلس الإدارة
- عمل محاميا متفرغا

## السيرة السياسية
فاز بعضوية مجلس الأمة 1992 عن الدائرة السابعة عشر. اختير رئيسا للجنة المرافق العامة بمجلس الامه. اختير عضوا في اللجنة القانونية. اختير عضوا في لجنة تقصي الحقائق في كارثة الغزو العراقي. نجح في انتخابات 1995, واختير وزيرا للعدل ووزيرا للأوقاف والشوؤن الإسلامية. كلف بوزارة الدولة لشؤون مجلس الامة. اختير نائبا لرئيس مجلس الوزراء ووزير دولة لشوؤن مجلس الوزراء 
ووزير دولة لشوؤن مجلس الامة في أكثر من حكومة في فترة 1998-2006 . عمل مستشارا في الديوان الأميري من 2006 - 2025.

## الأصوات والمواقف
مجلس 1999
تجنيس البدون موافق
مجلس 1996
طرح الثقة بسعود ناصر
مجلس 1992
طرح الثقة بالربعي مؤيد طرح الثقة
تكتل النواب

## نتائج انتخابات مجلس الأمة
من سنه 1981 إلى 1996
| السنة | المنطقة     | الترتيب | اعداد الاصوات | النتيجة   |
| ----- | ----------- | ------- | ------------- | --------- |
| 1996  | جليب الشيوخ | 2       | 840           | عضو منتخب |
| 1992  | جليب الشيوخ | 2       | 466           | عضو منتخب |
| 1990  | جليب الشيوخ | 3       | 319           | -         |
| 1981  | العمرية     | 11      | 92            | -         |

## وصلات خارجية
Kuwait Politics Database 
كونا
الشرق الأوسط